# Noches en los jardines de España
Noches en los jardines de España és una obra musical composta pel compositor andalús Manuel de Falla (1876-1946). Inicialment, el 1909, estava pensada com un conjunt de nocturns per a piano sol, però el pianista Ricard Viñes li va suggerir que transformés els nocturns en una obra per a piano i orquestra. Falla la va acabar el 1915, al Cau Ferrat de Sitges, convidat per Santiago Rusiñol.
Va dedicar l'obra a Ricard Viñes. La primera execució es va realitzar el 9 d'abril de 1916 al Teatro Real de Madrid amb l'Orquestra Simfònica de Madrid dirigida per Enrique Fernández Arbós i amb José Cubiles com a solista al piano.
L'obra té tres parts i descriu 3 jardins:
- En el Generalife, que pertany a l'Alhambra.
- Danza lejana , que és un segon jardí no identificat.
- En los jardines de la Sierra de Córdoba, que representa una festa gitana del Corpus.

Falla va descriure les Noches en los jardines de España com a "impressions simfòniques". La part del piano és elaborada, brillant i eloqüent, però rarament dominant. La partitura orquestral és exuberant i es pot considerar l'obra més impressionista del mestre gadità.
L'obra original està escrita per a: piano, 3 flautes i piccolo, 2 oboès i corn anglès, 2 clarinets, 2 fagots, 4 trompes, 2 trompetes, 3 trombons i tuba, timbales, platerets, triangle, celesta, arpa i cordes. La seva durada aproximada són entre uns 22 i 26 minuts.